# Marion Rosen
Marion Rosen (* 24. Juni 1914 in Nürnberg; † 18. Januar 2012 in Berkeley, Kalifornien) war eine deutsch-US-amerikanische Physiotherapeutin. Sie begründete eine Methode der Körperarbeit, die nach ihr benannte Rosen-Methode.

## Leben
Marion Rosen wurde als drittes von vier Kindern in Nürnberg geboren und lebte dort mit Unterbrechungen bis zu ihrer Emigration im Jahre 1938. Marion Rosens Familie war jüdischer Abstammung. So hatte Marion Rosen, nachdem sie ihr Abitur 1933 bestanden hatte, keine Möglichkeit das vorgesehene Medizinstudium zu absolvieren.
Sie lernte Lucy Heyer kennen, die Frau des Psychotherapeuten und C.-G.-Jung-Schülers Gustav Richard Heyer. Lucy Heyer gab den Psychotherapie-Patienten ihres Mannes begleitende atemtherapeutische Behandlungen.
Lucy Heyer bot Marion Rosen an, sie in ihrer Methode auszubilden. Marion Rosen lernte zwei Jahre bei Lucy Heyer. Kurz vor Ausbruch des 2. Weltkrieges verließ Rosen Deutschland. Zunächst flüchtete sie mit ihrer Schwester nach Schweden, wo sie auf ein US-Visum warteten. Rosen nutzte die Zeit für eine Physiotherapie-Ausbildung. Nachdem sie ihr Visum erhalten hatte, reiste sie über Russland, Japan und den Pazifik nach San Francisco und ließ sich in Berkeley nieder.
Während des Krieges arbeitete sie vornehmlich mit verwundeten Werftarbeitern. Nach dem Krieg vertiefte sie ihre physiotherapeutischen Kenntnisse bei einem kostenlosen Kursprogramm an der Mayo-Klinik in Minnesota. Sie arbeitete viele Jahre physiotherapeutisch, zunächst in einer Klinik, später in eigener Praxis.

## Leistungen
Marion Rosens jahrzehntelange Arbeit und Erfahrung mit Patienten ließen sie zu der Überzeugung kommen, dass ein Zusammenhang zwischen Gefühlsunterdrückung, Atemmuster und Muskelverspannung besteht. Aus diesen Erkenntnissen entwickelte sie ihre Methode – einer behutsamen Lösung von Muskelverspannungen mit dem Ziel, unterdrückte Gefühle zuzulassen und überflüssige Anspannung aufzugeben.
1983 gründete sie das Rosen-Institute in Berkeley.
Ihre Arbeit fand weltweit Verbreitung, neben den USA und Kanada gibt es mittlerweile auch Schulen in Schweden, Norwegen, Dänemark, Russland, Frankreich, England und Deutschland, an denen die Rosen-Methode gelehrt und praktiziert wird.

## Schriften
- Rosen Method Bodywork - Accessing the Unconscious through Touch (with Sue Brenner), North Atlantic Books, Berkeley, California, 2003, ISBN 1-55643-418-9
  - Übersetzung: Rosen Methode Körperarbeit - Den Körper berühren – die Seele erreichen, Verlag Neue Erde, 2007, ISBN 978-3-89060-252-3
- The Rosen Method of Movement (with Sue Brenner), North Atlantic Books, Berkeley, California, 1991, ISBN 1-55643-117-1
  - Übersetzung: Rosen-Methode Movement, Books on Demand, 2010, ISBN 978-3-8391-6480-8